# Hedychridium scutellare
Hedychridium scutellare é uma espécie de insetos himenópteros, mais especificamente de vespas pertencente à família Chrysididae.
A autoridade científica da espécie é Tournier, tendo sido descrita no ano de 1878.
Trata-se de uma espécie presente no território português.